# Спартак (Суботица)
Вижте пояснителната страница за други значения на Спартак.
„Спартак“ (на сръбски: Фудбалски клуб Спартак Суботица) е сръбски футболен клуб от град Суботица, от автономната област Войводина играещ във висшата дивизия на страната – Сръбска суперлига. Отборът е основан на 2 април 1945 г., в чест на партизанинския герой Йован Микич с партизанското име Спартак, убит през 1944 г.
До края на сезон 2007/08 се преименуват официално в „Спартак“ (Суботица), но след това е обединен със „Златибор Вода“, завоювал по това време правото да играе в Първа лига. Така се ражда новото име „Спартак-Златибор Вода“. През юни 2013 г. добавката „Златибор Вода“ бива премахната и е възстановено историческото название „Спартак“.

## История
„Спартак“ е най-успешния клуб от северна Войводина. Футболистите играли в първия следвоенен шампионат на шампионата на Югославия, и от този момент нито веднъж не отпада във втора дивизия. Най-голямото постижение на спартаковци е финалът в Купата на Югославия през сезон 1993/94, в който са разгромени от „Партизан (Белград)“ с (1:6).
След разформирането на отбора на „ЖАК“, съществуващ преди Втората световна война, някои от инграчите му не желаят да се присъединят към новосъздадените „Граджански“ и „Раднички“, основали „Спартак“. Много футболисти от Суботица по-нататък успели да продължат кариерата си в по-силни югославски и европейски отбори. Сред тях има и национали.

## Предишни имена
| Години      | Име                                                                       |
| ----------- | ------------------------------------------------------------------------- |
| 1945        | „ФОК Йован Микич Спартак“ Фискултурни омладински клуб Јован Микић Спартак |
| 2007 – 2008 | „Спартак Суботица“ Спартак Суботица                                       |
| 1974 – 2013 | „Спартак-Златибор вода“ Спартак Златибор вода                             |
| 2013 –      | „ФК Спартак Суботица“ Фудбалски клуб Спартак Суботица                     |

## Успехи
Югославия (СФРЮ): (1945 – 1991)

### Национални
- Лига на Република Сърбия (Лига Войводина):
  -  Победител (1): 1945/46
- Втора лига:
  -  Победител (4): 1952, 1971/72, 1985/86 (Запад), 1987/88 (Запад)

### Международни
- Купа Митропа:
  - 4-то място (1): 1987 (губи от „Вашаш“ (Будапеща) с 0:2)

 Съюзна Република Югославия: (1992 – 2003)
- Купа на СР Югославия:
  -  Финалист (1): 1993/94

 Сърбия: (от 2006)
- Сръбска суперлига
  - 4-то място (2): 2009/10, 2017/18
- Купа на Сърбия:
  - 1/2 финалист (1) 2015/16